# Пол Кінгснорт
Пол Кінгснорт (нар. 1972, Вустер) — англійський письменник і мислитель. Він живе на заході Ірландії . Він є колишнім заступником редактора «Еколога» та співзасновником проекту «Темні гори».
Нехудожня література Кінгснорта, як правило, стосується макро тем, таких як екологізм, глобалізація та виклики, які ставлять перед людством тенденції цивілізаційного рівня. Його художня література має тенденцію бути міфологічною та багатошаровою. Він був названий одним з «кращих десяти порушників спокою» Великої Британії в 2001 році New Statesman, і описується як письменницьким талантом, порівнянного з Робертом Грейвсом.

## Біографія
Кінгснорт провів своє дитинство на півдні Англії з двома молодшими братами (один продовжував працювати з « Друзями Землі», інший — у « Сітібанку»). Його батько був пристрасним Тетчеристом, бізнесменом та інженером-механіком. Кінгснорт описує походження свого батька як «робочого класу», і він каже, що його батько штовхнув Кінгснорта піти до коледжу. Він перший у своїй родині це зробив.
Його перший роман «Пробудження», опублікований за допомогою краудфандингу « Unbound» у квітні 2014 року, потрапив до довгого списку премії «Man Booker Prize» та « Folio Prize», що потрапив у шорт-лист премії «Голдсмітс» і отримав нагороду Гордона Берна . Права на фільм над романом були продані консорціуму під керівництвом актора Марка Райланса та колишнього президента HBO Films Коліна Каллендера.
У січні 2021 року прийняв православ'я у Румунській православній Церкві.

## Книги

### Як редактор
- Темна гора: випуск 1, (2010, проект Темна гора)ISBN 0-9564960-0-8
- Темна гора: випуск 2, (2011, проект Темна гора)ISBN 0-9564960-1-6
- Темна гора: випуск 3, (2012, проект Темна гора)ISBN 0-9564960-2-4
- Темна гора: випуск 4, (2013, Проект Темна гора)
- Темна гора: випуск 5, (2014, проект Темна гора)
- Темна гора: випуск 6, (2014, Проект Темна гора)
- Всесвітній вогонь: основна ягода Венделла (2017, Penguin Press)ISBN 0-2412792-0-8